# Monouso
L'aggettivo monouso (loc. agg. invar.) (anche usa e getta) si riferisce ad un oggetto progettato per un utilizzo singolo (si usa una sola volta poi si butta). L'aggettivo ha in un secondo tempo cominciato ad essere utilizzato anche come sostantivo invariabile, per indicare la categoria nel suo insieme (es.: il monouso è una pratica diffusa). Molti prodotti monouso di utilizzo frequente appartengono, per addotti motivi di igiene, all'ambito sanitario o sono comunque oggetti per uso strettamente personale.

## Origini
Il termine è formato dal greco "μόνον" (monon) "solo e dal latino "usus" (adoperato, usato). L'ascesa della consapevolezza dell'importanza dell'igiene in medicina e nella vita quotidiana, insieme ad una sempre maggiore disponibilità economica delle famiglie nelle società industrializzate e alla costante redditività di questa classe di prodotti hanno insieme contribuito all'avvio dell'utilizzo su larga scala del monouso.
Probabilmente il primo prodotto industriale di grande utilizzo, diffusione e destinato ad un utilizzo breve, furono le lamette usa e getta apparse sul mercato agli inizi del 1900.
King Camp Gillette inventa un sistema per produrre lamette economiche e, nel 1903, inizia a commercializzare
una nuova tipologia di rasoio espressamente concepita per lamette usa e getta.

## Ciclo di utilizzo
Il termine molto specificatamente indica che l'oggetto può (o dovrebbe, precauzionalmente) essere utilizzato un'unica volta poi gettato.

## Vantaggio d'uso
La tutela della salute attraverso una maggiore igiene è il primo vantaggio del monouso, cui si somma la possibilità di non entrare in diretto contatto con sporcizia e cattivi odori. Un vantaggio molto importante è l'auto-generazione costante del ciclo di domanda/offerta, con l'economia che ne deriva.

## Materie prime originarie
Le materie prime maggiormente utilizzate per produrre oggetti monouso sono le plastiche di ogni ordine e grado, ma tra i monouso troviamo pure prodotti in metallo (prevalentemente alluminio ma anche acciaio), carta/cartone, fibre e tessuti naturali/sintetici, legno, vetro.

## Smaltimento
Immediatamente dopo l'utilizzo, i prodotti monouso sono scartati come rifiuto. Spesso non sono riciclabili, se non trattati come rifiuti speciali (soprattutto quelli appartenenti all'ambito sanitario o bellico). Vi sono anche alcuni prodotti monouso biodegradabili o compostabili, che non finiscono pertanto fra i rifiuti solidi ma prendono la strada della rete fognaria (come la carta igienica) o dei centri di compostaggio (come stoviglie ed altri prodotti in bioplastica).

## Problematiche
Il monouso comporta un maggiore costo economico per la maggiore frequenza di acquisto rispetto al multiuso (lavabile o comunque riutilizzabile). Questo non dovrebbe però essere di per sé negativo in una società dove gli scambi economici rappresentano un valore importante. Ciò che rende il monouso davvero problematico sono i costi ambientali che ne derivano, sia in termini di utilizzo delle risorse e materie prime, sia per lo smaltimento frequente che si rende necessario con il ricorso a questa categoria di prodotti, quindi l'inquinamento che ne deriva, limitato in parte dall'utilizzo di prodotti monouso in materiali biodegradabili e compostabili. Alcuni prodotti monouso sono peraltro formati in gran parte da componenti che potrebbero essere pacificamente riutilizzati, mentre i componenti più delicati igienicamente parlando ne costituiscono solo una piccola parte (es.: le siringhe per iniezioni). Un'ulteriore puntualizzazione è che molti oggetti monouso sono formati da più materiali, che è molto difficile separare per una corretta operazione di riciclo, oppure da materiali altamente inquinanti (es.: pannolini ed assorbenti).
Possono essere causa di morte diretta e indiretta di molte specie animali, emblematico il caso dei delfini o delle tartarughe marine morte dopo aver ingoiato delle buste di plastica scambiate per delle meduse.
Il ciclo di smaltimento di un materiale plastico abbandonato in natura può richiedere tempi lunghissimi con il rilascio di sostanze inquinanti, come bisfenolo A, metalli pesanti e ftalati, contenuti soprattutto in materiali di vecchia realizzazione.
L'utilizzo di sempre nuove sostanze sintetiche, per la colorazione o per dare particolari caratteristiche tecniche ai materiali, pone la criticità dello studio delle conseguenze future delle molecole impiegate: in passato, infatti, alcune ritenute innocue si sono dimostrate poi essere estremamente dannose, a volte cancerogene anche per gli addetti alla loro produzione.

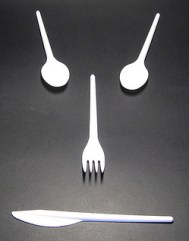

## Campagne plastic-free

### In Italia
In Italia le prime iniziative per la messa al bando della plastica ad uso alimentare sono state promosse da enti pubblici e associazioni ambientaliste. Nel 2018 la Conferenza dei rettori ha siglato un protocollo d'intesa con l'associazione Marevivo per le università italiane, e a Milano il comune promuove con Legambiente la campagna MilanoPlasticFree, cui aderiscono Confcommercio, Confesercenti e le associazioni di quartiere cittadine.
Nel 2019, Piazza dei Signori a Padova diventa la prima area pubblica italiana ad essere interdetta alle materie plastiche, e Ponte San Nicolò il primo comune a deliberare degli incentivi per gli esercenti che optano per imballaggi, stoviglie e posate riutilizzabili.

## Esempi di prodotti e relativi campi di utilizzo
Salute: siringhe, specchietti/turbine/cannule/tamponi per odontoiatria, guanti medicali, mascherine, copriscarpe/camici, aghi/bisturi/vari strumenti monouso, apparecchiature e/o accessori per test e diagnostica (etilometri, endoscopi, ecc.)...

Estetica e parrucchieri: maschere di bellezza, patch, strisce depilatorie, guanti, biancheria monouso...

Igiene/cura personale: assorbenti igienici, pannolini, cuffie da bagno, bastoncini per orecchie, fazzoletti/asciugamani in carta, profilattici e altri dispositivi anticoncezionali monouso, filo interdentale...

Ristorazione: tovaglioli/tovaglie in carta, stoviglie in plastica/carta/alluminio/legno monouso, rotoli carta assorbente, cialde per bevande, alluminio/pellicole protettive per cibi, boccioni in PET per distributori acqua...

Pulizia: sacchi immondizia, panni antipolvere...

Audiovisivi: auricolari, occhialini 3D...

Industria manifatturiera: lame monouso, packaging, abbigliamento monouso, pezzame/stracci...

Armi: bombe a mano, granate, proiettili, AT4...

Varie: fuochi d'artificio, ciabatte monouso...

## Utilizzi vari del termine
In crittografia, ad esempio nel Cifrario di Vernam.